# Rebekka Voß
Rebekka Voß (* 1977) ist eine deutsche Judaistin. Sie hat die Professur für Geschichte des deutschen und europäischen Judentums an der Goethe-Universität Frankfurt am Main inne.

## Leben
Rebekka Voß studierte von 1996 bis 2001 Judaistik, Jiddistik, Geschichte und Angloamerikanische Geschichte an den Universitäten in Köln, Duisburg und Düsseldorf. In den folgenden Jahren arbeitete sie als Promotionsstipendiatin der Studienstiftung des Deutschen Volkes und der Gerda Henkel Stiftung an ihrer Dissertation über jüdischen Messianismus im 16. Jahrhundert, die sie im Jahr 2007 abschloss. Es folgten mehrere Lehr- und Forschungsaufenthalte in Israel und den USA, bevor Rebekka Voß im Jahr 2010 von der Goethe-Universität zur Juniorprofessorin an das Seminar für Judaistik berufen wurde. Seit 2013 bekleidet sie dort die neu eingerichtete Professur für Geschichte des deutschen und europäischen Judentums.
In den letzten Jahren hat Rebekka Voß eine Vielzahl von Tagungen organisiert oder an der Organisation mitgewirkt. Von 2012 bis 2017 war sie Mitglied der Jungen Akademie der Berlin-Brandenburgischen Akademie der Wissenschaften und der Deutschen Akademie der Naturforscher Leopoldina. Derzeit leitet sie ein Forschungsprojekt zu jüdischen Übersetzungen in der Frühen Neuzeit, das Teil des DFG-Schwerpunktprogrammes 2130 „Übersetzungskulturen der Frühen Neuzeit“ ist.

## Auszeichnungen
- 2008: 1. Preisträgerin des drupa-Preises der Heinrich-Heine-Universität Düsseldorf für besonders anerkennungswürdige Dissertationen[6]
- 2014: Award for Research Cooperation and High Excellency in Science (ARCHES) des BMBF und der Minerva-Stiftung[7]

## Schriften (Auswahl)

### Monographie
- Umstrittene Erlöser. Politik, Ideologie und jüdisch-christlicher Messianismus in Deutschland, 1500–1600. Vandenhoeck & Ruprecht, Göttingen 2011, ISBN 978-3-525-56900-9. (Englische Übersetzung: Disputed Messiahs. Jewish and Christian Messianism in the Ashkenazic World during the Reformation. Wayne State Univ. Press, Detroit 2021, ISBN 978-0-8143-4861-1)
- Sons of Saviors. The Red Jews in Yiddish Culture. Univ. of Pennsylvania Press, Philadelphia 2023. ISBN 978-1-5128-2432-2.

### Herausgeberschaften
- mit Marion Aptroot: Libes briv (1748/49). Isaak Wetzlars pietistisches Erneuerungsprogramm des Judentums. Textedition, Übersetzung, Kommentar und historische Beiträge (= Jidische schtudies. Band 18). Buske, Hamburg 2021, ISBN 978-3-96769-114-6.
- als Gastherausgeberin mit Avi Siluk: Zutot: Perspectives on Jewish Culture Band 16, Nr. 1, 2019, Themenheft Eighteenth-Century Religious Renewal and Reform in Interreligious Perspective.
- als Gastherausgeberin mit Micha J. Perry: Jewish History Band 30, Nr. 1–2, 2016, Themenheft Counter-Stories and Entangled Histories. Shared Heroes in Judaism, Christianity, and Islam.
- mit Wolfram Brandes und Felicitas Schmieder: Peoples of the Apocalypse. Eschatological Beliefs and Political Scenarios (= Millennium-Studien. Band 63). De Gruyter, Berlin/Boston 2016, ISBN 978-3-11-046949-3.